# Hyarotis
Hyarotis là một chi bướm ngày thuộc họ Bướm nâu.

## Danh sách loài
- Hyarotis adrastus
- Hyarotis armax
- Hyarotis binghami
- Hyarotis biseriata
- Hyarotis ciliata
- Hyarotis coorga
- Hyarotis iadera
- Hyarotis meluchus
- Hyarotis microstictum
- Hyarotis mindanaensis
- Hyarotis palawensis
- Hyarotis phaenicis
- Hyarotis praba
- Hyarotis prodicus
- Hyarotis stubbsi